# I Put a Spell on You
I Put a Spell on You är en R&B-låt från 1956 skriven och framförd av Screamin' Jay Hawkins. Hawkins tanke var att spela in låten som en ballad, men istället spelade han in den kraftigt berusad vilket ledde till en högljudd bisarr inspelning. Låten kom att bli hans populäraste, trots att den bannlystes av många amerikanska radiostationer, och har spelats in av en stor mängd artister. Till de kändaste coverversionerna hör de av Nina Simone (1965), Alan Price Set (1966) , Creedence Clearwater Revival (1968) Bryan Ferry (1993) och Marilyn Manson (1995). Den brittiska sångaren Sonique fick 1998 en hit med sin inspelning av låten.
Hawkins version av låten finns medtagen både i Rock and Roll Hall of Fames lista 500 Songs that Shaped Rock and Roll och Rolling Stones lista The 500 Greatest Songs of All Time där den återfinns på plats 320.